# Kergloff
Kergloff (tiếng Breton: Kerglof) là một xã của tỉnh Finistère, thuộc vùng Bretagne, miền tây bắc Pháp.

## Dân số
Người dân ở Kergloff được gọi là Kergloffistes.